# Chiesa di Nostra Signora di Monserrato (Ittiri)

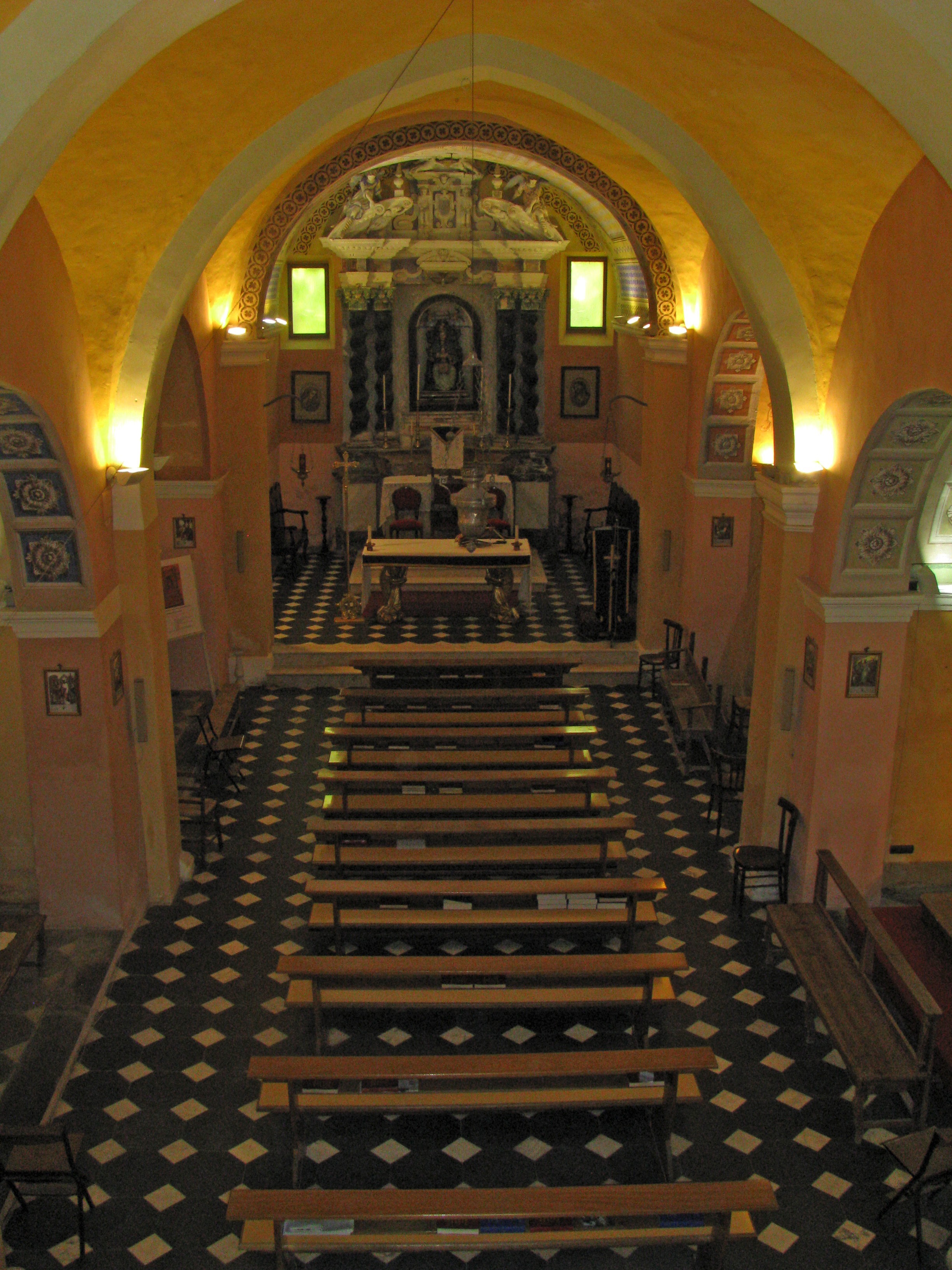
Chiesa di Nostra Signora di Monserrato

La chiesa di Nostra Signora di Monserrato è un edificio religioso situato ad Ittiri, centro abitato della Sardegna nord-occidentale. Consacrata al culto cattolico, fa parte della parrocchia di San Pietro in Vincoli, arcidiocesi di Sassari.
È ubicata nella zona dell'abitato denominato Montesile.
Le prime notizie della chiesa risalgono al diciassettesimo secolo in quanto tra il 1660 e il 1670 è stata sede della confraternita penitenziale di Monserrato.
L'edificio ha aula a navata unica suddivisa in tre campate con volta a crociera sorrette da quattro archi a sesto acuto. Conserva al proprio interno la grande croce lignea proveniente dalla chiesa di Santa Croce, distrutta all'inizio del Novecento.